# Goldene Flammen
Goldene Flammen (englischer Originaltitel: Shadow and Bone) ist der erste Roman der Fantasy-Trilogie Legenden der Grisha (englischer Originaltitel: Grishaverse), geschrieben von der US-amerikanischen Autorin Leigh Bardugo. Der Roman wurde erstmals am 5. Juni 2012 veröffentlicht und erzählt von Alina Starkov: einem jugendlichen Waisenkind, das im russisch inspirierten Land Ravka aufwächst, bevor sich ihr gesamtes Leben ändert, als sie unerwartet eine Macht nutzt, von der sie nie wusste, dass sie sie hat, um ihren besten Freund zu retten. Die deutsche Übersetzung von Henning Ahrens erschien erstmals unter dem Titel Grischa: Goldene Flammen am 24. August 2012 im Carlsen Verlag und am 26. September 2019 im Verlag Droemer Knaur.

## Handlung
Alina Starkov ist eine jugendliche Waise und Bürgerin des Königreichs Ravka. Sie wächst mit Malyen Oretsev (genannt Mal) in einem Waisenhaus in Keramzin auf, das von einem wohlhabenden Mäzen finanziert wird. Als die Geschichte beginnt, sind sie auf dem Weg zur Ödsee (auch die Schattenflur genannt), einem ewig dunklen, unfruchtbaren Landstreifen, der einen Großteil von Ravka vom Meer trennt. In regelmäßigen Abständen werden Expeditionen hinübergeschickt, um Waren zum Meer zu bringen und Importe zurückzubringen. Die Überquerung ist gefährlich, da die Ödsee von Monstern namens Volcra bewohnt wird. Während Mal und Alina die Ödsee überqueren greifen die Volcra an. Als Mal verwundet wird, zeigt Alina ein außergewöhnliches Grisha-Talent. Die Grisha sind Menschen mit der Fähigkeit, die Elemente zu manipulieren, um sie als Waffen zu benutzen, zum Beispiel um Feuer zu rufen, Wind zu beschwören oder Herzen anzuhalten. Alina ist die einzige Grisha, die Licht beschwören kann und ist von diesem Moment an als Sonnenkriegerin bekannt.
Der Anführer der Grisha, der Dunkle, lässt Alina sofort in die Hauptstadt von Os Alta bringen, da ihre Kraft einzigartig und wertvoll ist und sie somit zu einem Attentatsziel der Feinde von Ravka macht. Während sie dort ist, trifft sie andere Grisha. Sie hat Mühe, sich einzufügen und an ihre Fähigkeiten zu glauben, und muss ein strenges Training ertragen. Sie fühlt sich stark zu dem Dunklen hingezogen, was er zu erwidern scheint. Bei zwei Begegnungen küssen sie sich, und Alina ist verwirrt über ihre Reaktionen auf die Küsse.
Nachdem sie dem König und seinem Hof ihre Macht demonstriert hat, erfährt Alina von ihrer Tutorin Baghra, dass sie fliehen muss, dass der Dunkle sie benutzt, er die Ödsee erschaffen habe und dass er beabsichtigt, sie zu versklaven und ihre Grisha-Kraft zu nutzen, um die Welt zu erobern. Baghra enthüllt auch, dass sie die Mutter des Dunklen ist. Zwei Wochen nach ihrer Flucht wird Alina fast gefangen genommen, wird aber von Mal gerettet. Mal hat eine fast übernatürliche Fähigkeit, Spuren zu verfolgen, und wurde geschickt, um sie zu finden. Aber anstatt sie auszuliefern, hilft er Alina zu entkommen.
Sie beschließen, den magischen Hirsch im hohen Norden zu jagen. Wenn Alina den Hirsch tötet und eine Halskette aus seinem Geweih macht, werden ihre Kräfte verstärkt. Nach viel Zeit und Mühe finden sie den Hirsch, gerade als sie erkennen, wie sehr sie sich lieben. Alina weigert sich, den Hirsch zu töten, und der Hirsch erkennt dies an. In diesem Moment erscheinen der Dunkle und seine Lakaien. Der Dunkle tötet den Hirsch und legt Alina die Geweihhalskette an, die sie zu seiner absoluten Sklavin macht, die ihm nicht im Geringsten ungehorsam sein kann.
Sie kehren schnell nach Süden zum Hauptübergangspunkt der Ödsee zurück. Der Dunkle zwingt Alina, das Schiff während der Überfahrt zu beschützen. In der Nähe der anderen Seite dehnt der Dunkle die Ödsee aus und verursacht Tod und Zerstörung. Dann wirft er Mal vom Schiff in die Ödsee, wo er von Monstern verschlungen wird. In ihrer Verzweiflung erkennt Alina schließlich, dass ihr Akt der Barmherzigkeit, das Verschonen des Hirsches, ihr die Möglichkeit gibt, sich aus der Versklavung durch den Dunklen zu befreien. Ihre Liebe zu Mal gibt ihr die Kraft, die sie braucht. Alina reißt sich los, rettet Mal, und zerstört das Schiff.
Das Buch endet damit, dass Mal und Alina die Überfahrt über die Wahre See wagen, um Ravka und dem Dunklen zu entkommen.

## Entwicklung
Goldene Flammen ist Bardugos erster Roman. Als Entertainment Weekly Bardugo zu ihrer Inspiration für die Serie befragte, erklärte sie: „In der meisten Fantasy ist Dunkelheit metaphorisch; es ist nur eine Art, über das Böse zu sprechen (Dunkelheit fällt über das Land, ein dunkles Zeitalter kommt, usw.). Ich wollte etwas Bildliches nehmen und es ins Wörtliche übertragen. So wurde daraus die Frage: ‚Was wäre, wenn die Dunkelheit ein Ort wäre?‘ Was wäre, wenn die Monster, die dort lauern, real wären und schrecklicher als alles, was man sich jemals unter seinem Bett oder hinter der Schranktür vorgestellt hat? Was, wenn man sie in ihrem eigenen Territorium bekämpfen müsste, blind und hilflos in der Dunkelheit? Aus diesen Ideen wurde schließlich die Schattenflur.“
Bardugo wurde dazu inspiriert, ihre Fantasiewelt Ravka nach dem Russischen Reich der frühen 1800er-Jahre zu modellieren. Auf die Frage, warum sie sich für ein so eigenartiges Setting entschieden hat, erklärte Bardugo: „Ich glaube, dass die Bilder, die wir mit der russischen Kultur und Geschichte verbinden, eine enorme Kraft haben, diese Extreme von Schönheit und Brutalität, die sich für Fantasy eignen. Und ehrlich gesagt, so sehr ich auch Breitschwerter und Bierflaschen liebe – und glaubt mir, das tue ich – wollte ich die Leser an einen etwas anderen Ort führen. Das zaristische Russland gab mir eine andere Ausgangsbasis.“

## Veröffentlichung
Bardugo durchlief die Schritte von der Anfrage bei Agenten über die Annahme der Vertretung bis zum Angebot eines Drei-Bücher-Vertrages in ungewöhnlich schnellen 37 Tagen. Die Legenden-der-Grisha-Reihe wurde am 1. Dezember 2010 versteigert und am 3. Dezember 2010 an Henry Holt and Co./Macmillan verkauft. Goldene Flammen, das erste Buch der Trilogie, wurde im Juni 2012 veröffentlicht.

## Nachfolger und verwandte Werke
Der zweite Teil der Trilogie, Eisige Wellen (englischer Originaltitel: Siege and Storm), wurde erstmals im Juni 2013 veröffentlicht und in der deutschen Übersetzung im Juli 2013. Das letzte Buch der Trilogie, Lodernde Schwingen (englischer Originaltitel: Ruin and Rising), wurde erstmals im Juni 2014 veröffentlicht und die deutsche Übersetzung im August 2014.
Die Krähen-Dilogie mit Das Lied der Krähen (englischer Originaltitel: Six of Crows) und Das Gold der Krähen (englischer Originaltitel: Crooked Kingdom) sind ebenfalls im Grishaverse angesiedelt, ebenso wie eine eigenständige Sammlung von Geschichten, Die Sprache der Dornen (englischer Originaltitel: The Language of Thorns).
King of Scars: Thron aus Gold und Asche (englischer Originaltitel: King of Scars) ist in der gleichen Welt wie die Grisha-Trilogie angesiedelt, wurde 2019 erstmals veröffentlicht und handelt von Figuren, die sowohl in der ursprünglichen Trilogie als auch in der Krähen-Dilogie vorkommen. NPR sagte dazu: „Konkret geht es um Nikolai Lantsov, König von Ravka, ehemaliger Soldat, ehemaliger Pirat und Freibeuter (gelegentlich als Sturmhond bekannt), ehemaliger strahlender Stern von Bardugos anderen Büchern.“

## Verfilmung
Im September 2012 gab Holly Bario, Präsidentin von DreamWorks’ Produktion, bekannt, dass sie die Filmrechte für Goldene Flammen erworben hatte. David Heyman, der die Harry-Potter-Filme produzierte, wurde als Produzent angekündigt. Jeffrey Clifford, Präsident von Heyday Films sollte den Film mitproduzieren.
Im Januar 2019 bestellte Netflix eine acht Episoden umfassende Serie basierend auf der Grisha-Trilogie und der Krähen-Dilogie mit Eric Heisserer als Showrunner. Die Produktion begann im Oktober 2019 mit Jessie Mei Li als Alina Starkov, Ben Barnes als General Kirigan (der Dunkle), Archie Renaux als Malyen Oretsev, Sujaya Dasgupta als Zoya Nazyalensky, Daisy Head als Genya Safin, und Simon Sears als Ivan. Am 23. April 2021 feierte die Fantasy-Serie ihre Premiere.